# Xã Paris, Michigan
Xã Paris (tiếng Anh: Paris Township) là một xã thuộc quận Huron, tiểu bang Michigan, Hoa Kỳ. Năm 2010, dân số của xã này là 481 người.